# Chemistry of Materials
Chemistry of Materials, скорочено Chem. Mat. — науковий журнал, який видається Американським хімічним товариством. Журнал засновано у 1989 році. Наразі він виходить раз на два тижні та публікує статті в галузі хімії, хімічної інженерії та матеріалознавства.
Імпакт-фактор у 2019 році склав 9,567.  Згідно зі статистичними даними ISI Web of Knowledge, у 2014 році посів 15 місце серед 139 журналів у категорії Фізична хімія; 17 місце з 259 журналів у категорії Мультидисциплінарне матеріалознавство.
Головний редактор Сара Е. Скрабалак (Університет Індіани, США).